# 登比鎮區 (北達科他州麥克亨利縣)
登比鎮區（英語：Denbigh Township）是位於美國北達科他州麥克亨利縣的一個鎮區。

## 地方資料
登比鎮區的面積為94.46平方千米，當中陸地面積為93.56平方千米，而水域面積為0.90平方千米。根據2020年美國人口普查的數據，當地共有人口66人，而人口密度為每平方千米0.7人。